# Chiesa dell'Annunciazione di Maria Vergine (Vittuone)
La chiesa dell'Annunciazione di Maria Vergine è la parrocchiale di Vittuone, in città metropolitana ed arcidiocesi di Milano; fa parte del decanato di Magenta.

## Storia

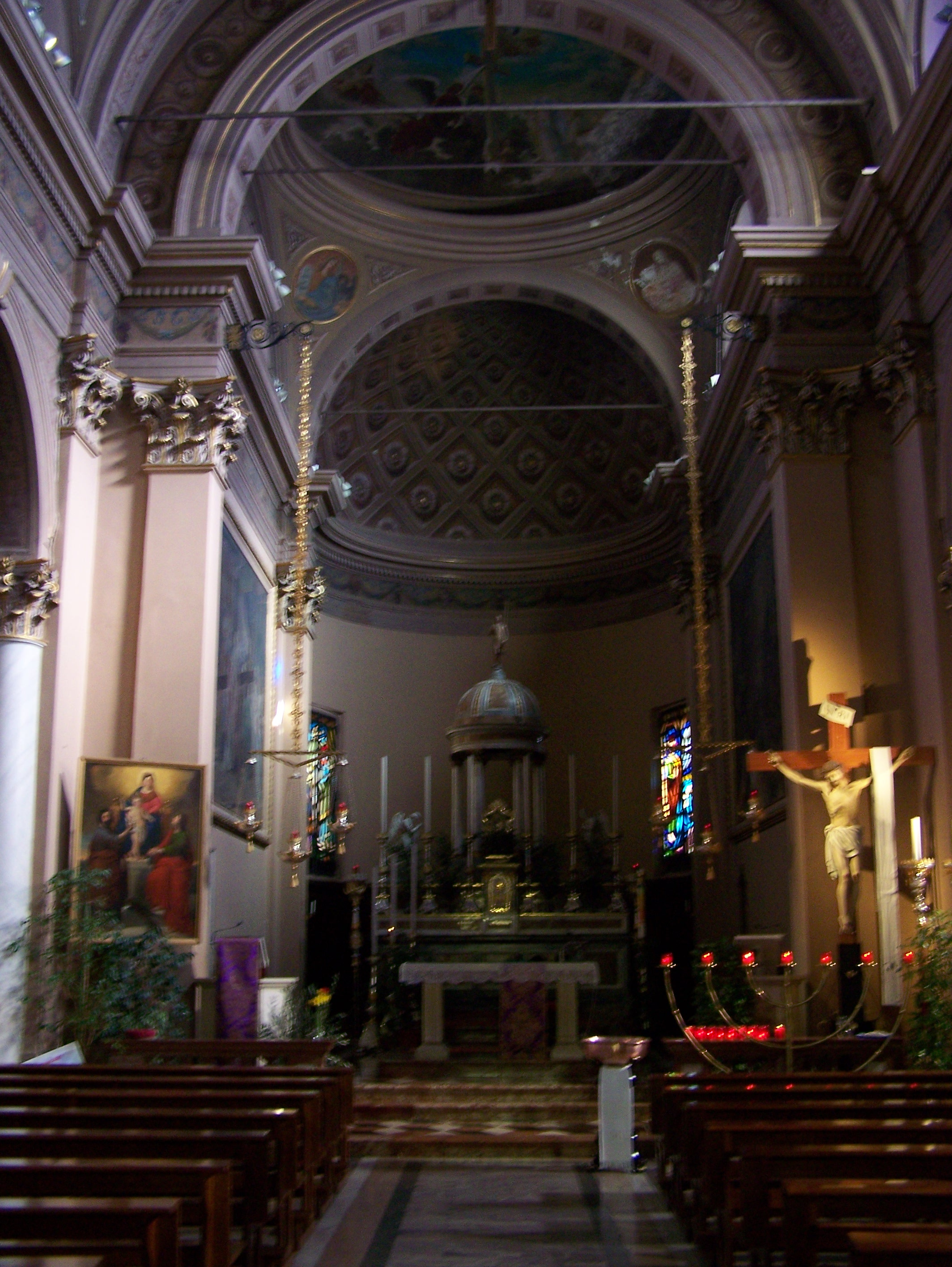
Interno della chiesa parrocchiale all'Annunciazione di Maria Vergine a Vittuone

La chiesa parrocchiale, intitolata all'Annunciazione di Maria Vergine, venne costruita nel 1848, su progetto dell'architetto Giacomo Moraglia, in sostituzione della vecchia chiesa di Santa Maria che sorgeva fuori dal paese accanto alla cascina parrocchiale e che era troppo piccola per le esigenze dei fedeli.
Il luogo prescelto per la nuova struttura si trovava invece in pieno centro cittadino, sull'area dell'antico oratorio dei Santi Nazaro e Celso, benedetto il 7 novembre 1490. Il patronato dello stabile era della famiglia De Capitani, ed era poi passato ai Cantoni ed infine nel 1732 al conte Giuseppe Resta. L'oratorio, secondo quanto riportato dalle cronache, appariva all'epoca molto decadente e si decise pertanto di demolire tale struttura e di costruirvi appunto sopra il nuovo tempio, avendo il Resta ceduto il patronato dello stabile alla parrocchia, a condizione però che nella nuova chiesa da costruirsi vi fosse una cappella dedicata ai due santi titolari dell'antico oratorio (clausola che poi non venne rispettata). I lavori iniziarono nel 1847 e la nuova chiesa venne benedetta già nell'autunno del 1848. Nello stesso anno fu avviata l'edificazione del campanile, alto 35 metri e completato nel 1860 con l'arrivo delle campane, sostituite nel 1949 con sei nuove tonalità in Si bemolle; nel 1891 vennero effettuate la tinteggiatura, gli abbellimenti e le decorazioni interne alla chiesa.

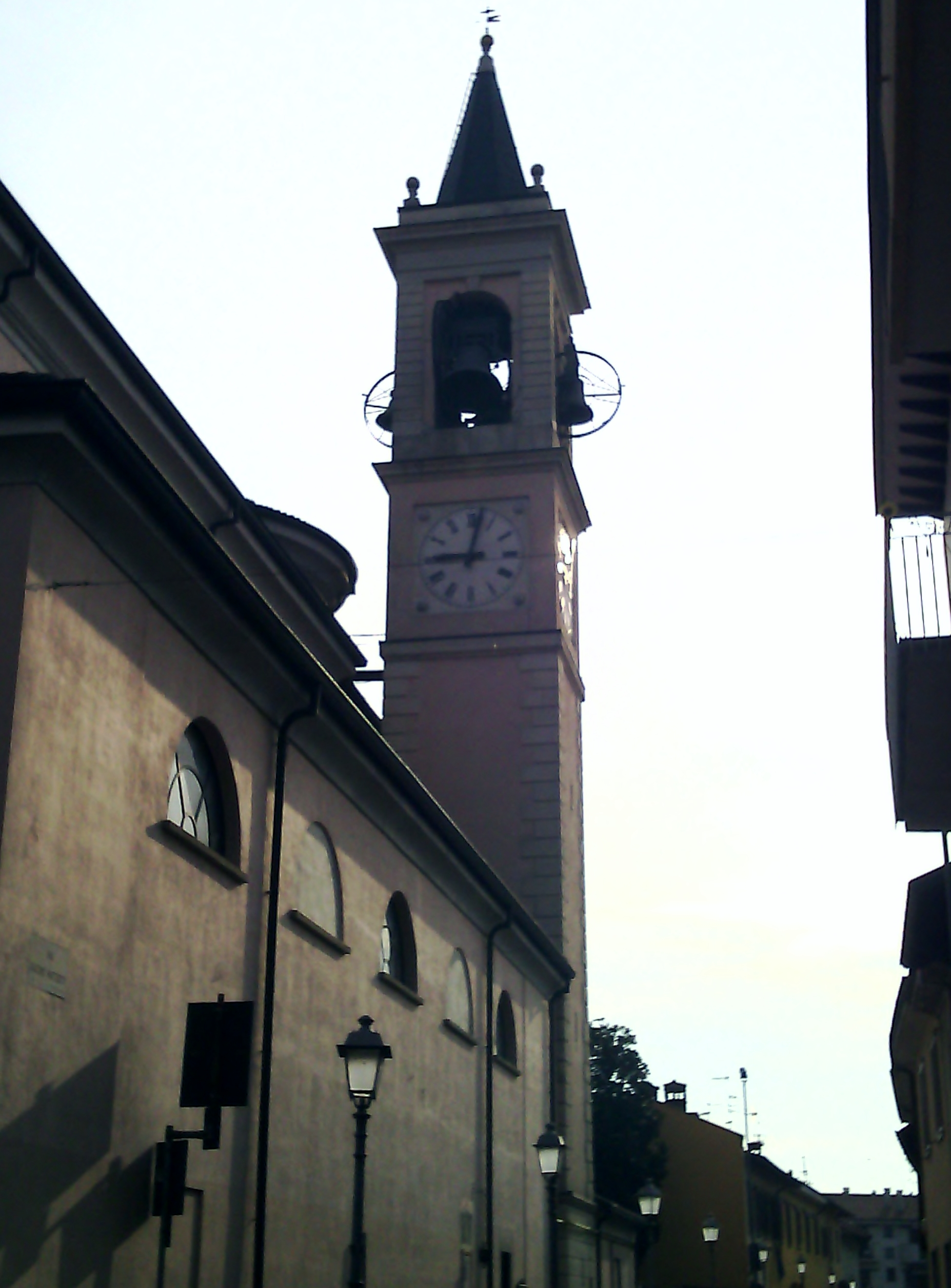
Il campanile della chiesa di Vittuone

La fondazione della parrocchia come ente a sé stante risale al XV secolo. La serie dei parroci è nota dal 1530. Dai registri parrocchiali risulta che nel 1567 era già dotata di un tesoro complessivo di 450 lire, 19 soldi e 6 denari, oltre che di alcuni poderi nei pressi della chiesa stessa. Ogni sacerdote aveva un tempo anche una prebenda o beneficio (onorifico ma comprendente somme in danaro derivabili), per lo più legato ad una cappellania, eretta a un determinato altare o cappella, i cui redditi, uniti alle distribuzioni corali, garantivano il sostentamento del titolare. Le prebende principali erano quelle di santa Maria (solitamente nella persona fisica del parroco), di san Nazaro e Celso e di san Bernardino in Sedriano.

## Descrizione

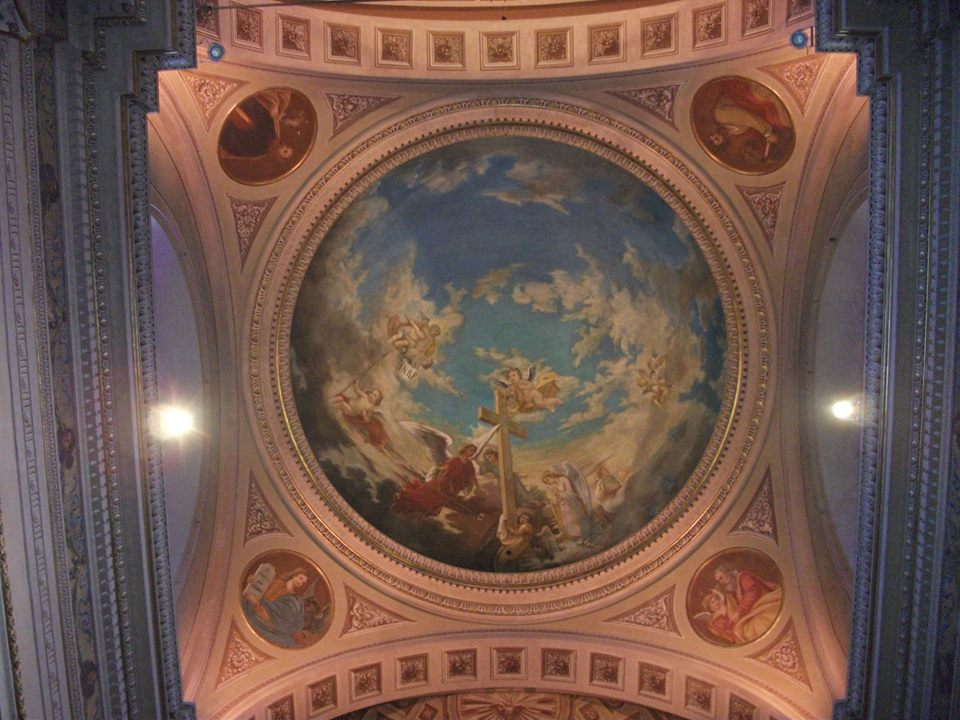
La cupola del presbiterio della chiesa parrocchiale di Vittuone

La facciata della chiesa di Vittuone si presenta di forme semplici ed aderenti ai canoni del tardo neoclassicismo lombardo, contraddistinta da un ordine gigante con uno zoccolo alto, lesene binate su cui far poggiare la trabeazione e infine un grande timpano centrale, sotto il quale si trova un bassorilievo di stile classicista realizzato dallo scultore Giovanni Antonio Labus che rappresenta il tema dell'Annunciazione. La facciata venne in parte rivista negli anni '60 del Novecento dall'architetto Luigi Brambilla.
La chiesa, internamente, appare divisa in tre navate orientate da est a ovest, divise da colonne con fusto in finto marmo, con capitello in stile corinzio su cui poggia la trabeazione della volta a botte. Le navatelle laterali sono arricchite dalla presenza delle lunette con vetrate policrome. Il presbiterio si apre dopo il grande arco a tutto sesto che divide l'area sacra dall'aula dei fedeli ed è coperto da una volta a cupola interamente affrescata su base quadrangolare con pennacchi da cui si affacciano le figure dei Quattro Evangelisti in tondi dipinti. Il tema del soffitto è quello della Gloria della Santa Croce dipinto da Rodolfo Gambini, arlunese per nascita ma vittuonese di origini famigliari. Gli affreschi presenti nel complesso risalgono alla fine dell'Ottocento. In particolare, nel 1891 vennero realizzati i due dipinti del presbiterio raffiguranti rispettivamente Il ritrovamento della Santa Croce di Gerusalemme da parte di Sant'Elena ad opera di Luigi Morgari e Il martirio di San Pietro da Verona, opera congiunta dei pittori Faini e Gambini. Le vetrate dell'abside sono state realizzate nella seconda metà degli anni '60 dalla pittrice vetratista Amalia Panigati. Uno degli altari laterali, dedicato a San Giuseppe lavoratore, è opera dello scultore vittuonese Carlo Chiodini. Un prezioso organo con cassa in stile neorinascimentale sovrasta l'entrata principale. Esso è stato donato nel 2019 nella sua meccanica da un cittadino vittuonese e proviene dal Sydney Sussex College di Cambridge dove venne realizzato nel 1963 dalla ditta britannica Harrison & Harrison per poi essere dismesso nel 2016 e sostituito da altri strumenti.
Le due acquasantiere marmoree provengono dal locale Oratorio di San Francesco d'Assisi, attivo un tempo presso il complesso della villa dei conti Resta. Si conservano inoltre gli stendardi delle confraternite e un ricco reliquiario comprendente un frammento della Santa Croce di Gerusalemme pervenuto alla parrocchia nel 1696 quando venne donata dal cardinale romano Francesco Maidalchini (nipote di Donna Olimpia Maidalchini) a un certo Pietro Paolo Morlacco, milanese impiegato nella guarnigione di Castel Sant'Angelo, esperto nell'arte della lavorazione del legno, il quale la donò alla Parrocchia di Vittuone nei primi di maggio di quell'anno, raccomandandola alla protezione del conte Resta.
La chiesa parrocchiale di Vittuone è divenuta famosa anche per il soprannome di Bogia dòra dato al suo campanile. La Bogia dòra (letteralmente "palla dorata") è una caratteristica peculiare del campanile della Chiesa dell'Annunciazione, sovrastato da una grande sfera di rame ricoperta di lamine d'oro, completata al vertice da una croce di bronzo dorato. Il progetto, che ricordava molto quello della sfera d'oro della Cupola del Brunelleschi del duomo di Firenze, fu molto apprezzato all'epoca della costruzione del campanile e divenne un segno di orgoglio per gli abitanti del paese. La chiesa possiede un concerto di 6 campane in Si2 calante, fuso nel 1949 da Carlo Ottolina di Seregno. Le campane suonano a sistema ambrosiano e sono dotate della tastiera, per il suono a festa manuale delle campane
| Campana | Nota nominale | Dedicazione | Fonditore e Anno di fusione | Diametro |
| ------- | ------------- | --- | --------------------------- | -------- |
| Prima   | Sol#3         | Angelo Custode, San Michele Arcangelo                                                                                          | Carlo Ottolina nel 1949     | 931.5 mm |
| Seconda | Fa#3          | Sant’Agata, Santa Rita | Carlo Ottolina nel 1949     | 1049 mm  |
| Terza   | Mi3           | Caduti delle guerre, San Giuseppe, San Sebastiano, San Rocco                                                                   | Carlo Ottolina nel 1949     | 1186 mm  |
| Quarta  | Re#3          | Crocifisso, Cuore Immacolato di Maria, San Francesco d’Assisi, Santa Caterina da Siena                                         | Carlo Ottolina nel 1949     | 1250 mm  |
| Quinta  | Do#3          | Madonna, Sant’Ambrogio, Santi Gervaso e Protaso                                                                                | Carlo Ottolina nel 1949     | 1413 mm  |
| Sesta   | Si2           | Crocifisso, cardinale Schuster, Santi Pietro e Paolo, Sacro Cuore di Gesù, San Martino, don Carlo Biaggi (parroco di Vittuone) | Carlo Ottolina nel 1949     | 1591 mm  |